# Атаян Армен Аршакович
Атаян Армен Аршакович (нар. 21 березня 1922, Єреван — 8 квітня 2021) — вірменський і український художник, живописець. Член Спілки художників СРСР.
Батько української художниці Гаяне Атаян.

## Біографія
Народився у 1922 році в Єревані. Батько, Аршак Атаян, був відомим письменником, перекладачем і педагогом, мати викладала в школі вірменську мову.
Займався в духовому оркестрі єреванського Палацу піонерів, грав на декількох інструментах — фортепіано, мандоліні, трубі-баритоні і тромбоні. У 1937 році, коли батька заарештували, грав у різних естрадних колективах, щоб допомогти родині. У 1941 році закінчив Єреванське художнє училище. З початком Німецько-радянської війни пішов добровольцем на фронт, служив в оркестрі танкової частини, потім у зразковому оркестрі Закавказького фронту.
Після військової служби вступив до Єреванського художньо-театрального інституту, навчався у Мартироса Сар'яна, також певний час його консультантом був відомий художник Олександр Осмьоркін. У 1952 році закінчив інститут, захистивши дипломну роботу під назвою «Максим Горький і Аветік Ісаакян на березі Севана». З 1952 року бере участь у художніх виставках.
З 1954 року жив і працював у Києві. У 1963 році у місті відбулась персональна виставка художника.
У 1964 році повернувся до Єревану.
Роботи зберігаються в художніх музеях Вірменії, України, в приватних колекціях.